# Coupe de Belgique masculine de handball 2002-2003
Navigation
Édition précédente Édition suivante
La Coupe de Belgique masculine de handball de 2001-2002 fut la 39e édition de cette compétition organisée par l'Union royale belge de handball (URBH)
La finale se joua à Gand le 12 avril 2003, elle opposa le Sporting Neerpelt à l'Initia HC Hasselt pour une rencontre 100% limbourgeoise. C'est la première fois que ces deux clubs se rencontrent à ce stade de la compétition alors que, paradoxalement, ce sont les deux clubs les plus titré de la compétition.
Ce fut l'Initia HC Hasselt qui remporta la Coupe de Belgique pour la septième fois de son histoire.

## Tour préliminaire

### Premier tour
| Lieu               | Club                    | Match | Club               |
| ------------------ | ----------------------- | ----- | ------------------ |
| LFH                |                         |       |                    |
| Herstal            | HC Vottem (+3)          | 18-26 | HC Evere           |
| Liège              | HC Liège (+3)           | 24-26 | HC Amay            |
| Charleroi          | SHC Mont-sur-Marchienne | 10-0  | BECH-ULB           |
| Herstal            | JS Herstal              | 21-29 | HC Verviers (+3)   |
| Flémalle           | ROC Flémalle            | 35-14 | FOHC-UCL           |
| Grâce-Hollogne     | Le Centre HC            | 33-15 | HC Anderlecht (+3) |
| Sprimont           | HC Sprimont (+3)        | 18-21 | HC Malmedy         |
| Seraing            | Jeunesse Jemeppe        | 26-21 | Waterloo ASH       |
| La Hestre          | Entente du Centre CLH   | 19-14 | A.L.E.             |
| VHV                |                         |       |                    |
| Résultats inconnus |                         |       |                    |

### Deuxième tour
| Lieu                | Club                  | Match | Club                    |
| ------------------- | --------------------- | ----- | ----------------------- |
| LFH                 |                       |       |                         |
| Villers-le-Bouillet | H. Villers 59         | 26-23 | KTSV Eupen              |
| Malmedy             | HC Malmedy            | 10-0  | SHC Mont-sur-Marchienne |
| Ans                 | HC 200 Ans            | 18-23 | HC Jette                |
| Saint-Nicolas       | Renaissance Montegnée | 24-21 | A.S.E.K. 72             |
| Verviers            | HC Verviers           | 29-17 | HC Amay                 |
| Seraing             | Jeunesse Jemeppe (+5) | 27-35 | CSV Charleroi           |
| Flémalle            | ROC Flémalle (+3)     | 23-13 | EHC Tournai             |
| Evere               | HC Evere (+5)         | 21-34 | HC Raeren 76            |
| La Hestre           | Entente du Centre CLH | 22-23 | Le Centre HC            |
| VHV                 |                       |       |                         |
| Résultats inconnus  |                       |       |                         |

### Troisième tour
| Lieu                 | Club                  | Match | Club                   |
| -------------------- | --------------------- | ----- | ---------------------- |
| LFH                  |                       |       |                        |
| Malmedy              | HC Malmedy (+3)       | 29-38 | CSV Charleroi          |
| Visé                 | HC Visé BM            | 36-17 | Le Centre HC (+5)      |
| Flémalle             | ROC Flémalle (+5)     | 23-31 | H. Villers 59          |
| Raeren               | HC Raeren 76          | 31-33 | HC Verviers (+3)       |
| Saint-Nicolas        | Renaissance Montegnée | 34-27 | HC Jette (+3)          |
| VHV                  |                       |       |                        |
| Houthalen-Helchteren | Kreasa HB Houthalen   | 25-20 | HC Pentagoon Kortessem |
| Eeklo                | HC Eeklo              | ?-?   | HC Tongeren            |
| Lebbeke              | Ajax Lebbeke          | 17-14 | HK Waasmunster         |
| Anvers               | KV Sasja HC           | ?-?   | OLSE Merksem HC        |
| Hechtel-Eksel        | HV Arena              | 27-32 | HC Atomix              |
| Maasmechelen         | HC Maasmechelen 65    | 28-33 | Initia HC Hasselt      |
| Turnhout             | Technico Turnhout     | 39-34 | HC Overpelt            |

## Phase finale

### Huitième de finale
- : Tenant du titre

| Lieu                 | Club                  | Match | Club              |
| -------------------- | --------------------- | ----- | ----------------- |
| Houthalen-Helchteren | Kreasa HB Houthalen   | 34-35 | Initia HC Hasselt |
| Beyne-Heusay         | Union Beynoise        | 22-17 | HC Tongeren       |
| Verviers             | HC Verviers           | 21-36 | KV Sasja HC       |
| Villers-le-Bouillet  | Renaissance Montegnée | 25-30 | HC Herstal/Ans    |
| Saint-Nicolas        | Renaissance Montegnée | 21-27 | Sporting Neerpelt |
| Lebbeke              | Ajax Lebbeke          | 15-20 | HC Visé BM        |
| Charleroi            | CSV Charleroi         | 18-30 | HC Eynatten       |
| Turnhout             | Technico Turnhout     | 31-28 | HC Atomix         |

### Quarts de finale
- : Tenant du titre

| Lieu     | Club              | Aller | Total | Retour | Club              | Lieu         |
| -------- | ----------------- | ----- | ----- | ------ | ----------------- | ------------ |
| Neerpelt | Sporting Neerpelt | 34-28 | 68-60 | 34-32  | Union Beynoise    | Beyne-Heusay |
| Hoboken  | KV Sasja HC       | 21-26 | 40-50 | 19-24  | HC Eynatten       | Raeren       |
| Visé     | HC Visé BM        | 25-23 | 50-51 | 25-28  | Initia HC Hasselt | Hasselt      |
| Turnhout | Technico Turnhout | 20-27 | 40-58 | 20-31  | HC Herstal/Ans    | Ans          |

### Demi-finales
- : Tenant du titre

| Lieu     | Club              | Aller | Total  | Retour | Club              | Lieu     |
| -------- | ----------------- | ----- | ------ | ------ | ----------------- | -------- |
| Raeren   | HC Eynatten       | 28-32 | 52-'52 | 24-20  | Initia HC Hasselt | Hasselt  |
| Neerpelt | Sporting Neerpelt | 29-22 | 53-50  | 26-28  | HC Herstal/Ans    | Neerpelt |

### Finale
- : Tenant du titre

| 12 avril 2003 | Initia HC Hasselt     | 27 - 22 | Sporting Neerpelt          | Gand, Tolhuis |
| 12 avril 2003 | Verhoeven 5, De Nil 5 | (8-9)   | Eussen 4, Graf 4, Moudir 4 | Gand, Tolhuis |

- Initia HC Hasselt : Smeets, Nusser(1), Vanloo(1), Dewit(7), Smeijers(3), De Preter(2), Vannutte(1), Verhoeven(5), Bertels, Lamury(2), De Nil(5), Ulens.
- Sporting Neerpelt : Biesmans, Sterck, Hamers, Schonk(1), Vandeweyer, Eussen(4), Lenders(1), Timmermans(3), Dobrzynski(3), Graf(4), Moudir(4), Charlier(2)

## Vainqueur
| Coupe de Belgique de handball 2002-2003 Initia HC Hasselt 7e titre |